# Engyprosopon xystrias
 Engyprosopon xystrias és un peix teleosti de la família dels bòtids i de l'ordre dels pleuronectiformes.

## Morfologia
Pot arribar als 16 cm de llargària total.

## Distribució geogràfica
Es troba a les costes del Mar de la Xina Meridional, Mar del Corall i sud del Japó.